# Jakob Fugger
Jakob Fugger (Augsburg, 6 de març de 1459 - 30 de desembre de 1525) també conegut com a Jakob Fugger el Ric o, de vegades Jakob II fou un gran comerciant, empresari de la mineria i banquer europeu.
Fou un descendent de la família de negociants Fugger establerta a la Ciutat Lliure Imperial d'Augsburg, on va néixer. En unes poques dècades va expandir l'empresa familiar a una empresa que operava per a tot Europa. Va començar la seva formació a l'edat de 14 anys a Venècia, on també on va residir fins al 1487. Alhora era un clergue i tenia diverses prebendes, tot i que ell mai va viure en un monestir.
El fonament de la riquesa de la família va ser deguda principalment al comerç de tèxtils amb Itàlia. L'empresa va créixer ràpidament després que els germans Ulrich, Georg i Jacob varen començar operacions bancàries amb la Casa d'Habsburg, així com amb la Cúria Pontifícia, i al mateix temps, va començar les seves operacions mineres al Tirol, i des de 1493 amb l'extracció de plata i coure en les actuals República Txeca i Eslovàquia. A partir de 1525 també tenien el dret a extreure el mercuri del cinabri d'Almadén.
Després de 1487 Jakob Fugger era el cap de facto de les operacions de negocis Fugger, que aviat va tenir el quasi monopoli del mercat de coure europeu. El coure d'Eslovàquia era transportat a través d'Anvers a Lisboa, i d'allí era enviat a l'Índia. Jakob Fugger també va contribuir amb la primera i única expedició comercial a l'Índia en què els comerciants alemanys col·laboraven, amb la flota portuguesa a la costa oest de l'Índia (1505-1506), així com una fallida expedició espanyola a les Illes Moluques.
Amb el seu suport a la dinastia dels Habsburg com a banquer va tenir una influència decisiva en la política europea contemporània. Va finançar l'ascens de Maximilià I i va fer contribucions importants per assegurar l'elecció del rei espanyol Carles V a convertir-se en emperador del Sacre Imperi. També finançà els matrimonis pels quals més tard la Casa d'Habsburg obtingué els regnes de Bohèmia i d'Hongria.
Jakob Fugger va assegurar el seu llegat i una fama duradora a través de les seves fundacions en Augsburg. Va finançar la construcció d'Església de Santa Anna, construïda des del 1509 al 1512. És la primera construcció del renaixement alemany i conté les tombes dels germans Ulrich, Georg i Jacob. Fundà la Fuggerei el 1521: un dels complexos d'habitatges socials més antics del món, encara en ús. El Damenhof, o patí de les Senyores, una part de les cases Fugger construït el 1515 a Augsburg, és el primer edifici renaixentista secular a Alemanya.
Com que el matrimoni va quedar-se sensa progenitura, a la seva mort el 30 desembre de 1525 llegà als seus nebots Raymund i Anton Fugger l'empresa amb uns actius d'un total de 2.032.652 florins. Anton continuà l'empresa familiar. És considerada com una de les persones més riques de tots els temps, i en l'actualitat és ben coneguda com a Jakob Fugger «el Ric». És un dels alemanys més coneguts i el ciutadà més famós d'Augsburg.

## Avui
El 1967, es va col·locar un bust d'ell al Walhalla, un "saló de la fama", prop de Ratisbona que honora els alemanys meritoris i distingits.
La medalla Jakob Fugger és una distinció que reconeix persones que han ben merescut par a la llibertat de premsa.